# Ригвава, Дзуку Михайлович
Дзуку Миха́йлович Ригва́ва (1909 — неизвестно) — бригадир колхоза имени Сталина Гальского района Абхазской АССР, Грузинская ССР. Герой Социалистического Труда (21.02.1948).

## Биография
Родился в 1909 году селе Квемо-Баргеби Сухумского округа Кутаисской губернии (ныне — село Нижний Баргяп Гальский район Республика Абхазия). Грузин.
С ранних лет приобщился к крестьянскому труду. С началом в Грузинской ССР коллективизации сельского хозяйства Дзуку Михайлович одним из первых вступил в местный колхоз, где трудился бригадиром полеводческой бригады.
По итогам работы в 1947 году бригадой Дзуку Ригвава получен наивысший в Грузии урожай кукурузы — 136,3 центнера с гектара на площади 6 гектаров.
Указом Президиума Верховного Совета СССР от 21 февраля 1948 года за получение высоких урожаев кукурузы и пшеницы в 1947 году Ригвава Дзуку Михайловичу присвоено звание Героя Социалистического Труда с вручением ордена Ленина и золотой медали «Серп и Молот».
Этим же Указом званием Героя Социалистического Труда были также награждены председатель колхоза имени Сталина Гальского района Владимир Ахлоевич Гогохия и двадцать тружеников колхоза, в том числе бригадиры Аполлон Зосимович Гогохия, Валериан Викторович Микава, Иродион Качалович Харчилава, Эраст Кутаевич Чаава, звеньевые Иосиф Алексеевич Акубардия, Джига Павлович Бутбая, Гадза Дзугуевич Гогохия, Чичико Дзугуевич Гогохия, Джого Бардзикиевич Дзандзава, Владимир Тагуевич Заркуа, Алексей Викторович Микава, Аполлон Сейдукович Микава, Хухути Авксентьевич Тодуа, Александр Николаевич Харчилава, Валериан Иосифович Харчилава, Калистрат Дианозович Шамугия, Акакий Дзвариевич Шенгелия,  Александра Караевна Шония и Владимир Итоевич Шония.
В последующие годы труженики его бригады продолжали получать высокие урожаи кукурузы, соревнуясь с бригадой знатного кукурузовода Чоколи Квачахия. По итогам работы в 1948 и 1949 годы бригадир Дзуку Ригвава был награждён ещё двумя орденами Ленина, а двое звеньевых его бригады Заркуа, Лади Тагуевич и Силогава, Николай Алексеевич стали Героями Социалистического Труда.
Проживал в родном селе Квемо-Баргеби Гальского района. Дата его кончины не установлена.
Награждён 3 орденами Ленина (21.02.1948; 03.05.1949; 03.07.1950), медалями.

## Награды
- Золотая медаль «Серп и Молот» (03.05.1949) (Медаль № 725)
- орден Ленина (21.02.1948)(Орден Ленина № 67490)
- орден Ленина (03.05.1949)
- орден Ленина (03.07.1950)
- Медаль «За трудовую доблесть»
- Медаль «В ознаменование 100-летия со дня рождения Владимира Ильича Ленина»
- Медаль «За доблестный труд в Великой Отечественной войне 1941—1945 гг.»
- Медаль «Ветеран труда»
- медали Выставки достижений народного хозяйства (ВДНХ)
- и другими